# Tor (Alins)
Tor (pronúncia local: [tɔɾ]) és una petita caseria del Pirineu català, pertanyent administrativament al municipi d'Alins, a la comarca del Pallars Sobirà. És fronterer amb Andorra.
Està situat en el lloc més allunyat i solitari de la Vall Ferrera, a l'extrem nord-est de la comarca, a la confluència de dos barrancs: el Riu de la Rabassa, que ve de migdia i el Barranc de Vallpeguera, que ho fa del nord, a partir de la unió dels quals es forma la Noguera de Tor. Està situat en un fons de vall que s'eixampla just en el lloc on es troba el poble, sota el Roc de Sant Pere i emmarcat per les altes muntanyes que separen la Vall Ferrera de les valls d'Andorra, com el Pic de Sanfonts, de 2.882,4 metres d'altitud.
És un dels pobles situats a més altitud del país. S'hi arriba per una pista de muntanya asfaltada de 12 quilòmetres que arrenca de l'extrem nord de la vila d'Alins; la pista ressegueix la vall de la Noguera de Tor, i durant molts anys la pista, en no gaire bon estat, acabava en el poble. Actualment, i sensiblement millorada, de Tor continua per l'anomenat Camí de Pal cap al Port de Cabús, lloc per on entra a Andorra. De tota manera, com que el darrer tram no és asfaltat, és de trànsit poc recomanat per a segons quins vehicles en les èpoques més humides, sobretot de neu.
El poble té l'església parroquial de Sant Pere. Damunt del poble, al lloc on hi havia hagut la Força de Tor, castell medieval, hi ha les restes de l'església romànica de Sant Pere de la Força, o del Roc, i a força distància al nord, la capella de Sant Ambròs de Tor.

## Etimologia
Segons Joan Coromines, Tor no procedeix d'una variant antiga dialectal del mot comú torre, sinó d'un ètim iberobasc amb una sola erra, com indica el gentilici dels de Tor: toredà. El significat que hi atribueix té a veure amb la paraula turó. Per tant, aquest seria el significat del nom del poble.

## Geografia

### El poble de Tor
Situat al fons d'una vall als límits amb Andorra i l'Alt Urgell, Tor tingué un paper important en la història medieval dels comtats d'Urgell i de Pallars. És un poble petit, amb les cases escampades en un pla de muntanya als peus del Roc de Sant Pere, on hi hagué la Força de Tor i l'església de Sant Pere de la Força, o del Roc, la majoria a la dreta de la Noguera de Tor.

#### Les cases del poble
Font:
|  | - Casa Bernat - Casa Cerdà - Casa Cisqueta - Casa Clos - Casa Macià | - Casa Manuel - Casa Molner - Casa Palanca - Casa Peirot - Casa Pere Xic | - Casa Peri - Casa Sança - Casa Sucar |

## Història

### Edat moderna
En el fogatge del 1553, Tor declara 1 foc eclesiàstic i 6 de laics, uns 35 habitants.

### Edat contemporània
L'Ajuntament de Tor fou creat el 1812, arran de les lleis promulgades a partir de la Constitució de Cadis i la reforma de tot l'estat que s'emprengué, i fou suprimit el 1927, amb la seva incorporació al municipi d'Alins.
El Diccionario geográfico... de Pascual Madoz referenciava Tor com una localitat amb ajuntament situada en un petit pla, envoltada per muntanyes molt altes, i amb vents del sud i del nord. El clima era molt fred, i s'hi patien reumes crònics i moltes inflamacions. En aquell moment la vila tenia 5 cases i l'església parroquial de Sant Pere, servida per un rector de nomenament ordinari. Hi havia en el terme diverses fonts d'aigües minerals i ferruginoses. Descrivia el terme com a muntanyós, amb zones planes i altres de muntanyoses i despoblades. Hi passava el camí ral que mena a Andorra, en molt mal estat. S'hi produïa blat, sègol, ordi, patates, llegums, i una mica d'hortalisses, a més de pastures. S'hi criava tota mena de bestiar. La caça era de perdius, llebres, isards i aus de pas, i s'hi pescaven truites i anguiles. Hi havia dos molins fariners, i la cria de bestiar generava un comerç força destacable. Formaven la població 5 veïns (caps de casa) i 26 ànimes (resta d'habitants).
En el cens del 1857 Tor apareixia amb 78 habitants i 12 cèdules personals inscrites.

Cap a mitjans de juliol de l'any 1882, el cèlebre escriptor Jacint Verdaguer va passar per Tor com a part dels seus viatges i excursions pel Pirineu català. En el registre de les seves llibretes, que feia servir per prendre nota dels seus viatges, ens explica la seva arribada al poble:
Voregí la muntanya fins a deixar Setúria, despedint-me'n en la collada de [Cabús], i d'allí, després d'una llarga i penosa baixada, arribí a la Tor. Lo camí està cobert entre pinedes, vora prades de regadiu i algun camp. La Tor deu lo nom a una torreta negra i vella que lo domina per occident, pertanyent a la reconquista. La gent no en sap res.
Alcaldes:
- Josep Babot (1898 - 1899)
- Pere Riba Armengol (1903)

L'entidad local menor de Besan fou suprimida per Decret el 19 de desembre del 1958.

#### Conflicte de la Muntanya de Tor
El poble s'ha fet famós per una truculenta història sobre la propietat de la muntanya que fa un segle que dura, i que ja ha provocat tres assassinats. El valor d'aquesta muntanya és definit per la seva situació estratègica, ja que és un dels passos entre Andorra i el Pallars Sobirà passant pel Port de Cabús a 2.301 metres d'altitud, i també pel fet que en el vessant andorrà es troben les estacions d'esquí de la Massana i Pal que formen el complex Vallnord.
Per tant, a part de la lluita per la propietat de la muntanya, antigament per l'explotació de la fusta, s'hi ha d'afegir la lluita pel seu ús entre les empreses amb aspiracions immobiliàries que veien la zona com la prolongació natural de les estacions d'esquí abans citades i els contrabandistes que utilitzaven el port pel contraban sobretot de tabac. No deixa de ser curiós el fet que el pas en la part andorrana consisteix en una carretera de 7 metres d'amplada perfectament asfaltada que finalitza en la pista sense asfaltar de la part pallaresa.
D'aquestes conspiracions i lluites que van culminar en els tres assassinats, se n'han fet molts reportatges i estudis. Hi destaquen el reportatge que en feu el programa 30 minuts de TV3, els dos llibres que sortiren arran d'aquest reportatge: Tor: tretze cases i tres morts i Tor, foc encès, de Carles Porta, el pòdcast de Catalunya Ràdio Tor, tretze cases i tres morts i la docusèrie Tor, la muntanya maleïda de TV3.
La propietat de la muntanya ha anat canviant de mans en funció de les diferents resolucions que anaven fent els diferents jutjats competents. De primer, passà a ser propietat de Josep Montané i Baró també conegut públicament com a «Sansa»; després va ser terreny comunal, i finalment, un cop esgotada la via judicial, la propietat ha tornat a caure en mans de la «Societat de Conduenyos de la Montanya de Tor», societat que va ser fundada el 1896 per les tretze famílies que habitaven al poble i que actualment formen els seus successors.

##### Personatges destacats en el conflicte
- Jordi Riba Segalàs, conegut com a «Palanca»[10][11] o «El Palanca»[12]
- Josep Montané Baró, conegut com a «Sansa»[13]
- Lázaro Moreno[cal citació]